# Wallenia gracilis
Wallenia gracilis är en viveväxtart som beskrevs av Brother Alain. Wallenia gracilis ingår i släktet Wallenia och familjen viveväxter. Inga underarter finns listade i Catalogue of Life.